# سرین‌سو (یوسف‌علی)
سرین‌سو (به ترکی استانبولی: Serinsu) یک منطقهٔ مسکونی در ترکیه است که در یوسف‌علی واقع شده‌است. سرین‌سو ۳۰ نفر جمعیت دارد.